# Front de Renaixença Nacional
El Front de la Renaixença Nacional (en romanès: Frontul Renașterii Naționale, FRN) va ser un partit polític romanès creat pel rei Carles II l'any 1938 com únic partit monopolista del govern després de la seva decisió de prohibir tots els altres partits polítics i suspendre la Constitució de 1923 i l'aprovació de la Constitució de Romania de 1938. Era el partit dels primers ministres Armand Călinescu, Gheorghe Argeșanu, Constantin Argetoianu, Gheorghe Tătărescu i Ion Gigurtu, els règims dels quals estaven associats amb el corporativisme i l'antisemitisme. Reflectint en gran part la ideologia politica de Carles, el FRN va ser l'últim de diversos intents per contrarestar la popularitat de la Guàrdia de Ferro feixista i antisemita. A mitjans de 1940, Carles va reorganitzar el FRN en el Partit de la Nació més radical (Partidul Națiunii o Partidul Națiunei, PN), dissenyat com un «partit d'unitat totalitari». L'himne del partit era Pe-al nostru steag e scris Unire. De fet, va deixar de funcionar l'any següent quan es va dissoldre el Parlament de Romania.

## Història

### Context
El conflicte entre Carles II i la Guàrdia de Ferro es va fer notar durant les eleccions de desembre de 1937, quan el monarca va donar suport al Partit Nacional Liberal (PNL) del primer ministre Tătărescu en funcions. Tot i que Carles esperava que el PNL guanyés, el resultat no va ser concloent, ja que cap dels partits va rebre un percentatge suficient per aconseguir la majoria, i les rivalitats polítiques van impedir cap coalició única. Davant d'aquest resultat, Carles va optar per donar suport a l'antisemita Partit Nacional Cristià (PNC) d'Octavian Goga i AC Cuza i va nomenar Goga com a nou primer ministre el 26 de desembre de 1937. Això va portar els dos principals partits tradicionals, el PNL i el Partit Nacional Camperol (PNȚ), a quedar marginats. En canvi, l'establiment del nou règim va provocar una migració de polítics provinents del PNȚ, entre els quals Armand Călinescu, que va optar per donar suport a les noves polítiques i es va incorporar al gabinet de Goga.
Un grup paramilitar, els Lăncieri («llançadors») de camisa blava, es va establir com el nou braç del règim, i aviat va començar a actuar contra els dos grups d'agitadors de la Guàrdia de Ferro i els membres de la comunitat jueva. Els incidents van tenir efectes negatius en la societat romanesa: la classe mitjana jueva va boicotejar el sistema retirant les seves inversions i negant-se a pagar impostos (fins al punt que el Banc Nacional de Romania va declarar la insolvència del règim), mentre que França i el Regne Unit amenaçaven Romania amb sancions, i la Unió Soviètica va retirar la seva ambaixada de Bucarest.

### Xoc amb la Guàrdia de Ferro
Després d'un violent enfrontament inicial amb la Guàrdia de Ferro, Goga, ajudat per l'enviat polonès Mirosław Arciszewski, va signar un pacte amb el seu líder Corneliu Zelea Codreanu (8 de febrer de 1938), una mesura que amenaçava de derrocar els plans originals de Carles. Dos dies després, el PNC va ser deposat i el monarca va crear un govern nacional al voltant de Miron Cristea, patriarca de l'Església ortodoxa romanesa, amb el suport de figures de la dreta com Tătărescu, Alexandru Averescu, Alexandru Vaida-Voevod, Nichifor Crainic i Nicolae Iorga.
La nova Constitució corporativista i autoritària romanesa, promulgada el 20 de febrer de 1938, proclamava que l'interès de l'Estat estava per sobre dels individuals. Segons el seu text, «tots els romanesos, independentment de la seva ètnia i la seva fe religiosa» estaven obligats a «sacrificar-se en la defensa de la integritat, la independència i la dignitat [del país]», mentre que s'estipulava que «ningú es pot considerar lliure de deures civils i militars, públics o privats per raó de la mateixa fe religiosa o qualsevol altre tipus de fe».
Una llei aprovada a l'abril, que definia la «defensa de l'ordre estatal», va restringir totes les altres formes d'associació política, va prohibir els càntics polítics i les manifestacions paramilitars, va prohibir els òrgans de premsa dels partits polítics i va condemnar els contactes polítics entre les forces romaneses i els patrons externs.
A l'abril, després d'un conflicte orquestrat entre Iorga i Codreanu, un gran nombre d'activistes de la Guàrdia de Ferro, inclòs el mateix Codreanu, van ser processats i empresonats per ordre de Călinescu, el ministre de l'Interior. Quan Carles va presenciar el fracàs dels països europeus per defensar-se dels avenços alemanys nazis, consagrats per l'Anschluss i l'Acord de Múnic, es va reunir amb Adolf Hitler a Berghof (24 de novembre de 1938), i es va convèncer que Romania s'enfrontava a una sort semblant. Posteriorment va ordenar la decapitació de la Guàrdia de Ferro, que considerava una cinquena columna per als alemanys. Durant els dies següents, Codreanu i la majoria dels guàrdies de primer rang van ser assassinats, mentre que els secundaris, liderats per Horia Sima, van fugir del país i es van refugiar a Alemanya, on van romandre després de l'esclat de la Segona Guerra Mundial. Allà, van començar a planejar una venjança contra els funcionaris del règim, inclòs Carles.

### Creació
El mateix FRN va ser creat com el primer partit monopolista de la història de Romania, mitjançant el Reial decret del 15 de desembre de 1938. La legislació proclamava que, d'ofici, tots els membres del Consell Reial n'eren membres, mentre que tots els ciutadans majors de vint anys podien sol·licitar-ne l'adhesió; per llei, les persones que es dedicaven a qualsevol altra activitat política s'enfrontaven a la privació dels seus drets civils fins a cinc anys. Escrivint en aquell moment, Călinescu va definir el FRN com «principalment un moviment espiritual», proclamant els objectius del FRN de «restablir els drets de l'Estat, les seves parts naturals», «promoure els interessos generals de la col·lectivitat» i «[donar] vida un sentit del valor moral».
El maig de 1939, la llei electoral va patir canvis dràstics: l'edat de votar es va elevar a trenta anys, els electors havien d'estar alfabetitzats i ocupats en un dels tres camps (agricultura i treball manual, comerç i indústria, professions intel·lectuals) i es van reduir les circumscripcions electorals (onze en total, per als deu nous ţinuturi i Bucarest). El Senat, els membres elegibles del qual només podien ser elegits per al càrrec per membres d'alt rang de les corporacions o gremis (bresle), estava format per un nombre de membres vitalicis (a més dels que ja ocupaven el càrrec en el moment de l'aprovació de la llei, aquests eren líders religiosos i diversos membres de la Casa de Hohenzollern-Sigmaringen. Es reservava un seient a Miquel, hereu del tron i «Gran Voivoda d'Alba Iulia», des de la data de la seva majoria d'edat).
El règim de Carles s'ha vist generalment com a superficialment feixista, i avalat pel Regne Unit i França que el veien com un mitjà per fer de línia de defensa contra el nazisme als Balcans (la premsa occidental va mantenir, en general, una simpatia pel FRN). El Front va adoptar símbols i discurs feixistes. Després de gener de 1939, els membres del partit portaven uniformes (color blau marí o blanc), amb diversos barrets cerimonials i la salutació romana era una salutació obligatòria.
Des dels anys de la seva existència, el FRN i el seu govern han estat ridiculitzats, i la seva ideologia ha estat descrita com «feixisme d'opereta». Després d'assistir a una sessió del Parlament el 1939, Marthe Bibesco es va burlar de la visió dels uniformes:
| « | És un jardí de lliris i margarides, un parlament colonial. […] Argetoianu sembla un elefant blanc. […] Els vells polítics […] han estat [per tant] emblanquinats, com els arbres fruiters o els armaris d'aigua de l'estació de tren, com qualsevol cosa que requereixi desinfecció. | » |

### Tendències polítiques
Ideològicament, el FRN es va inspirar en tres fonts principals. Va fusionar missatges manllevats i utilitzats contra la Guàrdia de Ferro amb els de la dreta tradicional, alhora que subratllava diversos principis de l'esquerra. Entre les tendències d'extrema dreta que va absorbir hi havia el moviment feminista i racista d'inspiració feixista a petita escala format per Alexandrina Cantacuzino, l'Agrupació Nacional de Dones Romaneses (Gruparea Națională a Femeilor Române). Encara que la ideologia de Cantacuzino va ser relativament influent durant els anys següents, l'ANDR es va dissoldre el 1939.
El FRN va continuar fent ús de l'antisemitisme, i va fer una crida als nacionalistes prometent trobar una resposta a la «Qüestió Jueva». Abans de 1940, no es va aprovar cap llei antisemita, però, per regla general, als jueus se'ls va negar l'adhesió a FRN. El gabinet d'Octavi Goga va retirar la ciutadania a centenars de milers de jueus i els obliga a estar inscrits com a estrangers. També es va animar als membres de la comunitat a abandonar el país. No obstant això, la violència es va reduir, sobretot perquè els seus principals agents, la Guàrdia de Ferro i el Partit Nacional Cristià, havien estat proscrits.
Les polítiques del Front respecte a les altres minories ètniques, com va informar Călinescu, pretenien «mostrar la benevolència [del nou règim] amb els estrangers, sempre que estiguin sincerament integrats en la vida de l'Estat». També segons Călinescu, el FRN va rebutjar tota noció de remodelació territorial («No hi ha, ni pot haver-hi problemes territorials […]»). En un exemple notable, Carles va optar per restablir l'escó ocupat al Parlament per la minoria polonesa de Bucovina, i el va concedir a Tytus Czerkawski, després d'una intensa campanya de polítics i periodistes de la República de Polònia perquè Romania revisés les polítiques centralistes establertes per Ion Nistor el 1919.
El FRN també va incorporar idees de la tendència esquerrana dins del PNȚ (Călinescu, Mihail Ghelmegeanu, Petre Andrei, Mihai Ralea, Cezar Petrescu), basant-se en un llegat poporanista, alhora que va obtenir el suport de socialistes coneguts com a Gala Galaction, Ioan Flueraş i George Grigorovici.
L'estructura corporativista, que, en teoria, cobria tota la societat romanesa, estava centrada en gremis de nova creació, supervisats per Flueraş i que formaven la base per a la representació al Parlament. Es va imposar un salari mínim a les empreses privades, mentre que es va crear un organisme regulador de l'oci, Muncă și Voe Bună, seguint el model marcat per la Força per l'alegria nazi i l'Obra Nacional del Temps Lliure del feixista italià. L'organització que agrupava la joventut, Straja Țării, funcionava des de 1934–1935; a més, els estudiants universitaris estaven matriculats en equips de treball i se'ls obligava a col·laborar en collites i altres projectes rurals. Com a part de l'enfocament del FRN en la modernització (que va imposar de dalt a baix), equips mòbils especials van visitar els pobles i van oferir dutxes d'aigua calenta als camperols.

### Faccionalisme i oposició
Tot i que, possiblement, la majoria dels ciutadans romanesos van acceptar el nou context polític, el FRN tenia relativament pocs quadres convençuts: els seus rangs superiors estaven ocupats per polítics tradicionals que estaven associats popularment a la corrupció i a la de Carles, i gran part dels seus membres eren funcionaris l'afiliació dels quals era obligatòria. Segons Marthe Bibesco:
| « | Entre [els parlamentaris], molts han embrutat el rei amb fang i, a la més petita prova de debilitat per part seva, estan disposats a embrutar-lo de nou. Probablement per això els ha donat roba que es taca fàcilment, per evitar que es facin un somriure. Però qui podria aturar-los mai? | » |

Els empresaris associats amb Carles van continuar obtenint la major part dels seus ingressos amb contractes estatals, orientant-se progressivament cap a la indústria armamentística (Nicolae Malaxa, un industrial i amic personal de Carles, va recaptar beneficis del 300 al 1.000% durant el període FRN).
Entre el gener i el febrer de 1939, va esclatar un conflicte entre Carles i Nicolae Iorga, després de la negativa d'aquest últim a portar l'uniforme de FRN durant la cerimònia pública, i es va agreujar per la seva protesta contra la proposta de Constantin Rădulescu-Motru d'incorporar tots els membres de l'Acadèmia Romanesa al Front. Quan Iorga va utilitzar la sala de l'Acadèmia per donar a conèixer la seva opinió, el rei va enviar el coronel Ernest Urdăreanu per posar fi a l'acte. Censurat, Iorga va apel·lar a altres mitjans per donar a conèixer les seves opinions i, durant un seminari que va fer a casa seva, va expressar dures crítiques al FRN:
| « | Mireu les sortides del tirà [Carles] entre multituds silencioses amb els ulls brillants [d'ira] i, tanmateix, l'endemà els diaris anuncien que el sobirà va ser aclamat… No es pot publicar cap llibre sense arribar al tirà. El sobirà disposa de l'opinió pública cada matí, tan bon punt es desperta. No hi ha opinió pública, hi ha un comitè d'opinió pública que coordina els desitjos de la multitud. No aixequis la veu, o un espia us trairà, un home de paisà us arrestarà, un gendarme o un carnisser us apallissarà ferotgement, i de tant en tant, als soterranis de la Policia, us aixafarà el cap o us posarà contra la paret. És com si visquéssim sota el terror de la GPU a Lubyanka. […] Les garanties constitucionals han desaparegut. Sabem que un home pot ser arrestat o assassinat. La seguretat individual és una fotesa. No tenim representants al Parlament per decidir els nostres impostos i explicar les nostres queixes. | » |

Iorga també va criticar la nova Constitució:
| « | La nostra Constitució hauria de ser el producte de la nació, basant-se en principis estrictes de l'ànima i les manifestacions del nostre poble. La nostra primera Constitució va ser creada per un tal Alecu Constantinescu, i la del febrer passat per Istrate Micescu, un jurista idiota que només veu allò que està escrit als seus manuals i allò que el rei li ha dit. | » |

També es van fer crítiques similars a Armand Călinescu, que l'havia pressionat repetidament perquè acceptés portar l'uniforme. Finalment, Carles es va reconciliar amb l'acadèmic i, fins i tot, Iorga va acceptar portar l'uniforme de FRN (tot i que va especificar que ho feia a petició del monarca, i no per «aquells […] que es creuen les figures fundadores d'un país», en referència probable a Călinescu.
L'estructura política va continuar estant marcada per rivalitats entre diversos polítics. De fet, segons Argetoianu, aquests es van oposar a Tătărescu i el comissari reial Victor Iamandi, així com a una facció de Transsilvània formada al voltant d'Alexandru Vaida-Voevod (successor del front romanès) i la darrera agrupació a l'entorn d'AC Cuza, sorgida del Partit Nacional Cristià. Argetoianu va destacar que aquest procés era semblant a «l'era de les eleccions». Malgrat aquestes contradiccions, el règim sí que va exercir una atracció sobre les persones de classe mitjana baixa que havien estat infrarepresentades en dècades anteriors.
En contrast amb la ideologia oficial, tot i que no sobre el paper, Carles va permetre que hi haguessin altres partits de l'oposició i hi va mantenir contactes. De fet, a principis de 1940, va tenir reunions amb Dinu Brătianu del PNL, Ion Mihalache del PNȚ i l'esquerrà dissident Nicolae N. Lupu, intentant persuadir-los per fusionar les seves agrupacions amb el FRN. Amb relació a la col·laboració entre PNL i PNŢ, va oferir al primer l'oportunitat de formar un nou gabinet, però l'oferta va ser refusada després del seu rebuig per Gheorghe I. Brătianu. Segons el principal membre del PNȚ Ioan Hudiță, el Front va continuar trobant simpaties dins del seu propi partit, i algunes de les seves figures (inclosos Mihalache, Virgil Madgearu i Mihai Popovici) i suposadament es van plantejar afiliar-s'hi.
En aquest context, l'oposició social i el moviment obrer eren insignificants. Després d'haver estat sempre una agrupació menor, el Partit Comunista de Romania (PCdR) havia estat impulsat a la clandestinitat per la repressió durant la dècada de 1920 i principis de 1930, i havia sobreviscut dins del país infiltrant-se a les ales esquerres d'altres agrupacions. Després de 1939, el PCdR va rebre una ordre de la Komintern per intentar infiltrar-se al FRN en l'àmbit local i atreure els seus membres a l'extrema esquerra. El principal grup d'esquerres, els socialdemòcrates, va continuar funcionant en els mateixos termes que altres partits tradicionals, i va organitzar diversos actes culturals i socials, tots tolerats pel règim i part d'ells copiats o arrogats. A l'altre extrem de l'espectre polític, el Corpul Muncitoresc Legionar, la resposta de la Guàrdia de Ferro als sindicats, només va tenir un atractiu marginal i també va ser conduït a la clandestinitat.

### Decadència del FRN i Partit de la Nació
La decadència del FRN va venir en gran part com a resultat dels èxits alemanys en les primeres etapes de la Segona Guerra Mundial. A finals de l'estiu de 1939, l'opinió pública romanesa va quedar commocionada per la notícia del Pacte Molotov-Ribbentrop, que va dur a terme un acord entre els adversaris més poderosos de Romania, i el règim va començar a preparar-se per a la guerra: va organitzar l'entrenament militar per a la població a partir de finals d'agost, i va invertir grans sumes en la producció d'armes (es va anunciar que les forces navals romaneses tenien un vaixell cada mes). Aquestes mesures van suposar que els sous dels empleats de l'Estat van caure fins a un 40%, al que s'hi va afegir el peatge de les expropiacions. El Regne Unit va augmentar significativament les importacions de Romania, intentant evitar que els productes arribessin a Alemanya, mentre que el ministre de Finances Mitiță Constantinescu va imposar un impost a molts productes exportats (segons Argetoianu, la decisió va ser aprovada a causa de «els moments excepcionals que vivim, quan hem de sacrificar tots els interessos per salvar les fronteres del país»).
Paral·lelament, diversos intents d'assassinat, orquestrats per Horia Sima des d'Alemanya, van ser frustrats per Siguranța Statului abans que un esquadró de la mort pogués assassinar Armand Călinescu, que anteriorment havia substituït Cristea com a primer ministre, el 21 de setembre de 1939. Mentrestant, Romania va començar a oferir a Alemanya una sèrie d'acords, amb l'esperança de dissuadir la seva hostilitat: aquesta va rebre acords de compensació avantatjosos, mentre que la Reichswerke es va unir a Nicolae Malaxa per fer-se càrrec dels negocis de Max Auschnitt, que havia estat detingut al setembre. La propietat d'altres empresaris jueus, de la indústria petroliera (Astra Română), així com de la indústria del sucre i de l'explotació forestal, va ser presa per l'estat durant els mesos següents.
Finalment, quan Alemanya va completar la seva invasió de Polònia i va continuar donant suport a Hongria amb relació a la Transsilvània dominada pels romanesos, Romania va cedir a les demandes econòmiques alemanyes (el 7 de març de 1940, l'executiu de Gheorghe Tătărescu va acordar dirigir gairebé totes les exportacions de cereals i petroli cap a Berlín). Tanmateix, Romania va oferir ajuda a les tropes poloneses que fugien del seu país immediatament després de l'inici de l'ocupació nazi (Aliança polonesa-romanesa). La posició del país es va tornar encara més precària després de la caiguda de França al maig; com a conseqüència directa, Romania va renunciar a la seva aliança amb el Regne Unit i va començar els intents d'unir-se a l'Eix.
El canvi de política també va donar lloc a la reorganització del FRN com a Partit de la Nació (21–22 de juny), sota el lideratge d'Ion Gigurtu. El caràcter del PN era significativament més feixista i totalitari que el FRN, fins al punt que s'ha qualificat d'agrupació de nova creació. En efecte, el decret que anunciava la creació del PN el descrivia com un «partit únic i totalitari sota la direcció suprema de Sa Majestat, el rei Carles II». El partit va reiterar el seu objectiu de «dirigir la vida moral i material de la nació i l'estat romanesos». Una llei aprovada durant el mateix interval criminalitzava les «activitats contra els interessos del Partit de la Nació», la «propaganda contra els interessos del Partit de la Nació», així com «extreure, destruir, deteriorar públicament, per menyspreu o burla» els distintius, emblemes, uniformes, manifestos o publicacions del Partit de la Nació». No obstant això, el FRN ja feia temps que prengué un caràcter més feixista; ja el 1939, els ministres van saludar Carles amb una salutació d'estil feixista.
Carles també va decidir apel·lar a l'ajuda de la Guàrdia de Ferro, va permetre als seus activistes alliberats unir-se al PN si ho volien fer, i el 25 de juny de 1940 va signar un acord amb Sima. En conseqüència, Sima va esdevenir ministre de Cultura al gabinet Gigurtu, i dos guàrdies més van ser nomenats per a càrrecs similars (el mateix Sima havia de dimitir al cap de només quatre dies). El famós antisemita Nichifor Crainic, que simpatitzava amb la Guàrdia, també va rebre un càrrec de gabinet, com a ministre de Propaganda. Les noves autoritats van elaborar les primeres lleis de segregació racial, basades en la Legislació de Nuremberg i dirigides a la comunitat jueva. En particular, aquestes van introduir el concepte legal de români de sânge («Romanesos de sang»), com una categoria diferent dins del cos de ciutadans romanesos.

### Davallada
Arran del Pacte Molotov-Ribbentrop, el 26 de juny de 1940, la Unió Soviètica va presentar a Romania un ultimàtum demanant la cessió de Bessaràbia i la Bucovina del Nord. Com a resultat, Romania va retirar la seva administració de la regió, deixant espai per a l'annexió soviètica. El 3 de juliol, un cop finalitzada la retirada, Carles va comentar:
| « | Les notícies de Bessaràbia són encara més tristes. Malauradament, tenia raó sobre l'anomenat [Front de Renaixença Nacional], ja que alguns dels seus líders sembla que es van convertir al bolxevisme i van ser dels primers a acollir les tropes soviètiques amb banderes vermelles i flors. | » |

Se sap que el procés descrit per Carles va tenir lloc a Soroca, on els funcionaris de FRN (l'antic prefecte Petre Sfeclă, l'alcalde Gheorghe Lupașcu, el líder de la branca del partit Alexandru Anop i l'inspector escolar Petre Hrițcu) van acollir una cerimonia de benvinguda a l'Exèrcit Roig.
El 30 d'agost de 1940, Alemanya i la Itàlia feixista van pressionar Romania perquè signés el Segon arbitratge de Viena, que assignava el nord de Transsilvània a Hongria (que també va portar la presència militar alemanya a unes hores dels jaciments petroliers del comtat de Prahova). Mitjançant la cessió de la Dobruja del Sud a Bulgària (el Tractat de Craiova) a principis de setembre, la Gran Romania, en la forma que tenia al final de la Primera Guerra Mundial, havia arribat a la seva fi.
Quan les tropes hongareses van entrar al nord de Transsilvània, Bucarest es va convertir en l'escenari de manifestacions públiques massives, que van demanar que el govern del PN fos substituït per un que recolzés la recuperació de les regions perdudes. La Guàrdia de Ferro també va maniobrar en acció: el 3 de setembre, les seves cèl·lules a diverses ciutats van intentar fer-se càrrec de l'administració, però van fracassar per la resposta de les autoritats.
Davant d'aquests incidents, Carles va optar per reformar el seu propi govern i va fer una crida al seu rival, el general Ion Antonescu, perquè formés una dictadura militar i un gabinet. Després d'estar-hi d'acord, Antonescu, amb el suport de diverses forces polítiques i de l'exèrcit romanès, va pressionar Carles perquè dimitís i fos substituït pel seu fill Miquel. El 6 de setembre de 1940, el monarca va acceptar d'abandonar el seu tron i el seu país i es va establir al Brasil a principis de 1941. El suport de Sima a Antonescu i l'amenaça d'assassinar Carles va contribuir a aquesta decisió. Vuit dies després de la sortida de Carles, la Guàrdia de Ferro es va unir al govern de Conducător Antonescu, establint així l'Estat Nacional Legionari (existent fins a la Rebel·lió dels Legionaris de gener de 1941).
Just després de fer front a l'oposició dins del seu propi camp (marginant la facció radical d'Ion Zelea Codreanu), Sima va fer una crida a una represàlia violenta contra els antics principals polítics de FRN i PN. La nit del 26 al 27 de novembre de 1940, seixanta-quatre presos polítics van massacrats a Jilava pel Corpul Muncitoresc Legionar i afiliats de la Guàrdia de Ferro a la policia romanesa (en teoria, com a represàlia per l'assassinat de Corneliu Zelea Codreanu). Paral·lelament, també van ser assassinats tres antics comissaris de policia, detinguts al recinte de Bucarest. La tarda del 27 de novembre, membres de la Guàrdia de Ferro van irrompre a les cases de Nicolae Iorga i Virgil Madgearu del PNȚ i tots dos van ser segrestats i afusellats. Abans d'això, els oficials de l'exèrcit van intervenir per salvar la vida dels antics primers ministres Constantin Argetoianu i Gheorghe Tătărescu.

## El llegat cultural
El règim de Carles en general i el període FRN en particular van destacar per les seves grans aventures culturals. Això va ser una part integral dels dissenys de Carles d'imposar-se a la memòria col·lectiva com a nou fundador i monarca modernitzador, amb l'afirmació que Romania estava experimentant un desenvolupament ple sota el seu govern. Lucian Boia va indicar que, a diferència dels seus predecessors, Carles es va representar com «un rei modern, dinàmic, present al centre de tot el que passava a la societat romanesa».
Boia va concloure que, malgrat la seva posició innovadora, Carles va encoratjar elogis similars al seu predecessor, Carles I de Romania, a qui es va associar freqüentment en iconografia i referència cultural (que es va manifestar sobretot en la inauguració el 1939 d'una estàtua eqüestre massiva del primer rei Hohenzollern-Sigmaringen, creada per Ivan Meštrović i erigida prop del Palau Reial).